# Milford, Massachusetts
Milford är en ort i Worcester County i delstaten Massachusetts, USA.